# 朝鲜民俗博物馆
朝鲜民俗博物馆（英語：Korean Folklore Museum）是一个位于朝鲜民主主义人民共和国平壤市的博物馆的民俗主题博物馆。

## 历史
1956年2月建成开放，位于朝鲜中央历史博物馆北侧靠近大同门 (平壤市)，共有七个展厅，占地面积1,800平方米，馆藏文物2,100件。